# Supercopa andorrana 2021
Impossibile serializzare i dati
La Supercopa andorrana 2021 è stata la diciannovesima edizione della supercopa andorrana di calcio. La gara si è disputata il 12 settembre 2021 all'Estadi Nacional di Andorra la Vella dall'Inter Escaldes, vincitore del Primera Divisió 2020-2021, e dal Sant Julià, vincitrice della Copa Constitució 2021. L'Inter Escaldes ha vinto la competizione per il secondo anno consecutivo.

## Partecipanti
| Squadre        | Qualificazione                             | Partecipazioni precedenti (il grassetto indica la vittoria)     |
| -------------- | ------------------------------------------ | --------------------------------------------------------------- |
| Inter Escaldes | Vincitrice della Primera Divisió 2020-2021 | 1 (2020)                                                        |
| Sant Julià     | Vincitrice della Copa Constitució 2021     | 10 (2003, 2004, 2005, 2008, 2009, 2010, 2011, 2014, 2015, 2018) |

## Tabellino
| Arbitro: | Joan Guiu Serra |

|                           |           |          |
| Soldevila 17’ Artigas 68’ | Marcatori | 81’ Sgro |